# Лекоатлетически крос "Ивайло"
Лекоатлетически крос „Ивайло“ е българско спортно мероприятие, провеждано във Велико Търново.
Първия лекоатлетически крос е проведен през 1982 година на хълма „Света гора“. Провеждат се дисциплини на 1000, 3000, 6000 и 10 000 метра.

## Лекоатлетически крос „Ивайло“ 2017
- Дарко Димитров – 1000 метра[2]

## Лекоатлетически крос „Ивайло“ 2018
- Иво Балабанов – 10 км
- Маринела Нинева – 6 км
- Маргарита Радева /Габрово/ - 3 км[3]

## Лекоатлетически крос „Ивайло“ 2020
- Йоло Николов – 6 км
- Иван Андреев /Русе/ - 4 км
- Станислав Рашков – 3 км[4]